# Tranuträskavan
Tranuträskavan är en sjö i Piteå kommun i Norrbotten och ingår i Rosån-Alterälvens kustområde.